# إيزامو فوجيساوا
إيزامو فوجيساوا (باليابانية: 藤澤勇) هو منافس ألعاب قوى ياباني، ولد في 12 أكتوبر 1987.

## وصلات خارجية
- إيزامو فوجيساوا على موقع الاتحاد الدولي لألعاب القوى (الإنجليزية)
- إيزامو فوجيساوا على موقع الرابطة اليابانية لاتحادات ألعاب القوى (اليابانية)
- إيزامو فوجيساوا على موقع اللجنة الأولمبية الدولية (الإنجليزية)
- إيزامو فوجيساوا على موقع أوليمبيديا (الإنجليزية)